# (500259) 2012 KE49
(500259) 2012 KE49 es un asteroide perteneciente al cinturón de asteroides, descubierto el 29 de mayo de 2012 por el equipo del Mount Lemmon Survey desde el Observatorio del Monte Lemmon, Arizona, Estados Unidos.

## Designación y nombre
Designado provisionalmente como 2012 KE49.

## Características orbitales
2012 KE49 está situado a una distancia media del Sol de 2,584 ua, pudiendo alejarse hasta 2,920 ua y acercarse hasta 2,248 ua. Su excentricidad es 0,129 y la inclinación orbital 17,67 grados. Emplea 1517,83 días en completar una órbita alrededor del Sol.

## Características físicas
La magnitud absoluta de 2012 KE49 es 16,5.